# Юлий
Юлий (лат. Julius) — мужское имя. Происходит от имени легендарного римского героя Юла Аскания, сына Энея и Креусы. Значение имени предположительно взято из греческого языка, в котором означает «пушистобородый» (греч. ιουλος)
Женский вариант — Юлия. Святым покровителем имени является Иулий Мирмидонянин (пресвитер).
Именины: 4 июля (21 июня).

## Известные личности

### Папы римские
- Юлий I
- Юлий II
- Юлий III

### Другие персоналии
- Юлий (Фирцак)
- Юлий (военный магистр)
- Юлий Асклепиодот
- Юлий Брауншвейг-Вольфенбюттельский
- Юлий Валент Лициниан
- Юлий Кассий
- Юлий Монтан (поэт)
- Юлий Непот
- Юлий Непоциан
- Юлий Обсеквент
- Юлий Павел
- Юлий Плацидиан
- Юлий Поллукс
- Юлий Сабин
- Юлий Сатурнин
- Юлий Фирмик Матерн
- Юлий Цезарь Австрийский
- Юлий Цереал
- Юлий Юлиан
- Гай Юлий Цезарь
- Гней Юлий Агрикола